# Saksofon tenorowy
 Saksofon tenorowy – instrument muzyczny z grupy aerofonów stroikowych o pojedynczym stroiku; saksofon transponujący o nonę wielką w dół. Saksofony tenorowe budowane są w stroju B.